# Лемма Жордана
Лемма Жордана была предложена Жорданом в 1894 году. Применяется в комплексном анализе совместно с основной теоремой о вычетах при вычислении некоторых интегралов, например, контурных. Имеет три формы.

## Формулировка

Полуокружность (красный цвет) вместе с отрезком (синий цвет) образуют замкнутый контур. Область G состоит из точек верхней полуплоскости, лежащих вне его.

Пусть функция {\displaystyle f(z)} непрерывна в замкнутой области {\displaystyle G=\left\{z\mid \mathrm {Im} \,z\geq 0,\left|z\right|\geq R_{0}>0\right\}}. Обозначим через {\displaystyle C_{R}} полуокружность {\displaystyle |z|=R,\,\mathrm {Im} \,z\geq 0}. Пусть также выполнено условие {\displaystyle \lim _{R\to \infty }\max _{z\in C_{R}}\left|f(z)\right|=0.} 

Тогда при любом {\displaystyle a>0} имеет место равенство {\displaystyle \lim _{R\to \infty }\int \limits _{C_{R}}f(z)e^{iaz}\,dz=0.}